# Lutz Lipowski
Lutz Lipowski (ur. 13 września 1952) – wschodnioniemiecki lekkoatleta specjalizujący się w chodzie sportowym, mistrz Europy juniorów z Paryża (1970) w chodzie na 10000 metrów.

## Sukcesy sportowe
- halowy wicemistrz NRD w chodzie na 5000 m – 1975
- dwukrotny brązowy medalista halowych mistrzostw NRD w chodzie na 5000 m – 1972, 1974[2]

| Rok  | Miasto | Zawody                      | Konkurencja     | Wynik       |
| ---- | ------ | --------------------------- | --------------- | ----------- |
| 1970 | Paryż  | mistrzostwa Europy juniorów | chód na 10000 m | złoty medal |

## Rekordy życiowe
- chód na 20 km – 1:26:56,8 – Drezno 25/03/1972[3]